# Nati nel 1524
| Questa pagina contiene informazioni ricavate automaticamente dalle voci biografiche con l'ausilio del template Bio e di un bot. L'aggiornamento è periodico e automatico e ricostruisce completamente la pagina. Se manca una persona in questa lista, sei pregato di non aggiungerla, ma accertati piuttosto che la sua voce biografica contenga il template Bio e che i dati anagrafici siano correttamente compilati. Se il template Bio manca, inseriscilo tu stesso o, in alternativa, metti l'avviso {{tmp\|Bio}} che ne segnala la mancanza. Se i dati riportati sono sbagliati, correggi direttamente la voce biografica; le modifiche saranno visibili in questa lista entro pochi giorni. Per chiarimenti vedi il progetto biografie. La lista contiene solo le 55 persone che sono citate nell'enciclopedia e per le quali è stato implementato correttamente il template Bio. Pagina aggiornata al 26 apr 2025. |

## Febbraio(2)
- 17 febbraio - Carlo di Lorena, cardinale e arcivescovo cattolico francese († 1574)
- 26 febbraio - Giorgio Corner, vescovo cattolico italiano († 1578)

## Marzo(1)
- 17 marzo - Giovanni Francesco Commendone, cardinale e vescovo cattolico italiano († 1584)

## Aprile(1)
- 22 aprile - Pietro Fauno, vescovo cattolico italiano († 1592)

## Maggio(1)
- 28 maggio - Selim II, sultano ottomano († 1574)

## Giugno(1)
- 12 giugno - Achille Stazio, umanista e scrittore portoghese († 1581)

## Agosto(1)
- 23 agosto - François Hotman, giurista francese († 1590)

## Settembre(3)
- 7 settembre - Thomas Erastus, teologo e medico svizzero († 1583)
- 11 settembre - Pierre de Ronsard, poeta francese († 1585)
- 21 settembre - Bernardo Canigiani, letterato e ambasciatore italiano († 1604)

## Ottobre(4)
- 4 ottobre - Francisco Vallés, medico e scrittore spagnolo († 1592)
- 9 ottobre - Ottavio Farnese, duca italiano († 1586)
- 14 ottobre - Elisabetta di Danimarca, principessa danese († 1586)
- 16 ottobre - Nicola di Lorena, nobile francese († 1577)

## Novembre(1)
- 12 novembre - Diego de Landa, vescovo cattolico spagnolo († 1579)

## Dicembre(1)
- 23 dicembre - Pierantonio Bandini, banchiere, mercante e nobile italiano († 1592)

## Senza giorno specificato(39)
- Giovanni Matteo Asola, compositore italiano († 1609)
- Andrea Bacci, filosofo, medico e scrittore italiano († 1600)
- Rodrigo Luis de Borja y de Castro-Pinós, cardinale spagnolo († 1537)
- Cunegonda di Brandeburgo-Bayreuth, principessa tedesca († 1558)
- Dorothy Bray, nobildonna inglese († 1605)
- Genesio Bresciani, ingegnere italiano († 1610)
- Andrea Calamech, architetto e scultore italiano († 1589)
- Girolamo Caluschi, presbitero e predicatore italiano († 1584)
- Antonio Campi, pittore, storico e architetto italiano († 1587)
- Giulio Canani, cardinale e vescovo cattolico italiano († 1592)
- Catherine Carey, nobile († 1569)
- Emilia Cauzzi Gonzaga, nobildonna italiana († 1573)
- Paolo Farinati, pittore, incisore e architetto italiano († 1606)
- Armand de Gontaut-Biron, nobile, militare e diplomatico francese († 1592)
- Kanamori Nagachika, militare giapponese († 1608)
- Guillaume Le Bé, incisore e tipografo francese († 1598)
- Juan López, vescovo cattolico, scrittore e storico spagnolo († 1632)
- Juan de Mal Lara, scrittore spagnolo († 1571)
- Ascanio Mari, orafo italiano
- Giuseppe Nasi, diplomatico portoghese († 1579)
- Plautilla Nelli, religiosa e pittrice italiana († 1588)
- Feliciano Ninguarda, vescovo cattolico e teologo italiano († 1595)
- Ludwig Pfyffer, condottiero e politico svizzero († 1594)
- Cipriano Piccolpasso, architetto, storico e ceramista italiano († 1579)
- Pedro Plaza y Moraza, giurista spagnolo († 1564)
- David de Pomis, linguista, medico e filosofo italiano († 1594)
- Sigismondo de' Rossi, generale e condottiero italiano († 1580)
- Scipione Simonetta, nobile e politico italiano († 1584)
- Lucy Somerset, nobildonna inglese († 1583)
- John Spencer, politico e nobile inglese († 1586)
- William Thomas, storico britannico († 1554)
- Giulio Todeschini, architetto italiano
- Petruccio Ubaldini, storico e miniatore italiano († 1600)
- Venceslao III Adamo di Teschen, duca († 1579)
- Francesco de' Vieri, filosofo italiano († 1591)
- Yamagata Masakage, generale giapponese († 1575)
- Lorenzo Zacchia, pittore e incisore italiano († 1587)
- Miguel de Oquendo y Segura, ammiraglio spagnolo († 1588)
- Diego de los Cobos y Mendoza, nobile e politico spagnolo († 1575)